# Sebastian Brant
Sebastian Brant, též Brandt (1457 Štrasburk – 10. května 1521 Štrasburk), byl německý humanista a satirik. Nejznámějším jeho dílem je satira Loď bláznů (Das Narrenschiff, 1494).
Brant pocházel z rodiny hostinského a vystudoval práva na univerzitě v Basileji, kde pak učil. Doktorát práv získal roku 1489. Roku 1485 se jeho manželkou stala Elisabeth Bürgová, která mu porodila sedm dětí. Svou poezii psal zprvu latinsky, později však začal uveřejňovat svá díla v němčině. Kromě toho publikoval odborné právní spisy. Roku 1500 se vrátil do rodného Štrasburku, kde setrval do konce života a působil i v místní politice, od roku 1503 jako městský tajemník. V tomto období však již přestal významněji literárně tvořit.